# Garci Gómez Carrillo
Garci Gómez Carrillo, conocido como «el de los Garfios», señor de Mazuelo, vivió en tiempos de Alfonso X el Sabio. Se destacó en la defensa de Jerez de la Frontera en la sublevación mudéjar de 1264. Dice así la Crónica de Alfonso X, de Fernán Sánchez de Valladolid:

E en este tienpo tenja el alcaçar de Xerez aquel cauallero que dezjan Garçi Gomez Carrillo et tenja la torre de Matrera vn cauallero freyle de la orden de Calatraua que dezjan don Aljman. E veyendo los moros de Xerez que aujan tienpo en quel rey non les podria fazer estoruo para lo que ellos tenjan pensado de fazer çercaron el alcaçar de aquella villa a Garçi Gomez Carrillo et alos que estauan y con él et conbatieronles mucho afincada mente tan bien la noche commo el dia asy que en njngund tienpo non les dauan vagar. E vinjeron en su ayuda destos moros otras gentes de moros de Algezjra et de Tarifa commo qujer que los xristianos fazian mucho por se defender, pero los moros entraronles el alcaçar. E Garci Gomez et otros çinco o seys escuderos que estauan con él acogieronse a la torre mayor del alcaçar et todos los otros xpristianos fueron muertos. E los moros fueron a la torre que tenja Garçi Gomez et tan afincada mente la conbatieron que quemaron las puertas et mataron los omnes que estauan con él en la torre. E el defendia la puerta quanto podia para que gela non entrasen et non lo queriendo matar por la grand bondat que en el auja traxieron garfios de fierro para con que lo prendiesen et trauauanle con aquellos garfios en algunos lugares de la carne et el dexauase rasgar por non se dar a prision. Pero tanto fizieron los moros que lo tomaron con aquellos garfios preso a vjda et apoderaronse del alcaçar et fueron los moros apoderados en todo.

Refrenda el suceso la Historia hasta 1288 dialogada de Gonzalo de Hinojosa. En la Historia de la muy noble y leal Ciudad de Cuenca de Juan Pablo Mártir Rizo se narra también cómo honrando su valor el Rey Moro ordena que sea curado y liberado y cómo Alfonso X le recompensa casándole con su prima, Urraca Alfonso, hija ilegítima del infante Alfonso de Molina y nieta del rey Alfonso IX de León. Llevó aquella en dote la villa de Priego y otros heredamientos en el Obispado de Cuenca y Tierra de Molina; siendo ambos, por tanto, genearcas y origen del señorío y posterior condado de Priego. Y por hembra (Ceballos y Velasco), de los señores de Ayala y de los Condestables de Castilla. También fue su hijo Don Álvaro Carrillo, obispo de Palencia.
Hoy día algunos historiadores tienden a juzgar fantástico o exagerado el relato de las hazañas del caballero. Garci Gómez Carrillo era vasallo de Nuño González de Lara el Bueno, a quien el rey había encargado la defensa del alcázar de Jerez y quien a su vez lo delegó en él. La Cantiga 345 hace a  Nuño directamente responsable de la pérdida del alcázar por abandonarlo dejando en él una escasa y mal armada guarnición, al mando de la cual quedaría Garci Gómez Carrillo. Es posible que el relato caballeresco se hiciera con la finalidad de paliar su derrota.
Garci Gómez Carrillo se exilió de Castilla en 1276 con Juan Núñez de Lara.
Quisieron los jerezanos que sepultado estuviera el héroe del Alcázar en merecido sepulcro, situado junto a la salida del coro, en la Colegiata-Catedral de San Salvador de Jerez de la Frontera; aunque esto parece no más que piadoso deseo de honrar la memoria del prócer patrio. Las crónicas coetáneas aseguran, sin embargo, que, admirado del valor del cristiano y tras hacer curar sus espantosas heridas, el rey de Granada le envió de vuelta a Castilla para ser honrado y bien heredado allá por su sabio rey.[cita requerida]